# 戀青少年

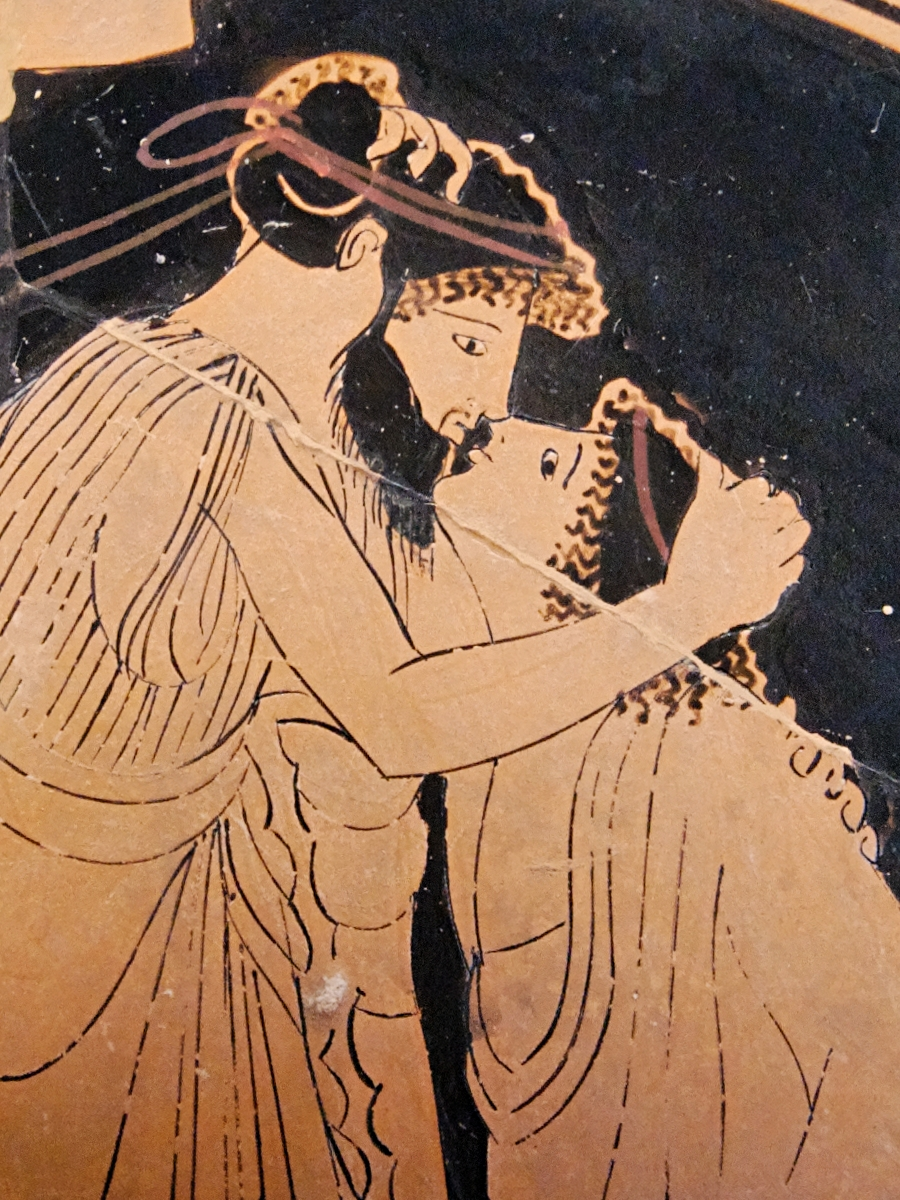
爱者与被爱者之间的亲吻。（阿提卡红彩陶杯上的浮雕画，大约制成于公元前480年。）

恋青少年（英語：Ephebophilia）是指对青春期中期和晚期的青少年（通常是15岁到19岁）有着性偏好的行为。这个名词最初是在19世纪末到20世纪初被使用。它是年龄偏好下针对不同年龄组性偏好中的一个亚型。恋青少年严格来说是指对青春期中晚期性伴侣的性偏好，而不是某种程度性吸引力。
在研究中会使用不同的名词来区隔年龄偏好中的某一个亚族群，例如：恋青少年特指对青春期中晚期的青少年有性偏好，恋少年特指对前青少年期的少年有性偏好；恋童则是对青春期前的儿童有着主要或完全的性偏好。 但是在公众语境里，恋童指的是任何对未达到最低合法性交年龄的未成年人有性偏好的行为，而不论未成年人的身体或心理發育情况如何。

## 词源
恋青少年（Ephebophilia）这个单词由词根和后缀构成，源自古希腊语，其含义比较丰富，包括“长成青春期”、“接受了任职资格审查并注册为雅典公民的18岁青年”等；而则是，意为“爱”。荷兰心理学家弗里茨·伯纳德早在1950年使用过，并于1960年在同性恋支持杂志《友谊》（Vriendschap）以化名“维克多·瑟法斯（Victor Servatius）”转载，把这个名词首创权给了马格努斯·赫希菲尔德。这个词第一次出现其实是在法语（éphébophilie）中，在乔治·圣保罗（Georges Saint-Paul）于1896年出版的书籍《缺陷和毒药：性偏离与性反常（Tares et Poisons: Perversion et Perversité Sexuelles）》之中。
这个名词在1980年被法国人菲利克斯·比费耶尔（Félix Buffière）和巴基斯坦学者塔里克·拉赫曼引用过。拉赫曼认为这代表新波斯语、土耳其语和乌尔都语的古典文献中成年男性对于青春期少年的审美和性兴趣。这个名词被雷·布兰查德重新使用，用来指代那些对15岁至19岁有性偏好的人群。

## 特点
青春期中后期的青少年在身体体征上基本与完全成年的男性相近（或在某些情况下相同）；精神病学家与性学家弗雷德·柏林认为，大多数人可以在这个年龄段找到适合自己的性吸引力，但是“当然，这并不意味着他们会采取行动。一些与青少年有复杂联系的人可能不会变的特别困难。机会或其他因素可能会促使他们去做这样的事情。”
恋青少年只用于描述对青春期中后期性伴侣的性偏好，而不仅仅是某种程度的性吸引力。一般来说，心理学家并不认为恋青少年会干扰到当事人的生活领域的其他主要方面，因此在《精神疾病诊断与统计手册（第五版）》和《国际疾病伤害及死因分类标准（第十版）》中，恋青少年与性偏好一样没有被列为精神疾病。但是，如果因此导致功能障碍或剥削行为的后果，那么可以根据《精神疾病诊断与统计手册》中的“其他未指明的性偏离”诊断为精神疾病。
研究人员指出，对前青少年期少年有主要持续性偏好的恋少年可能会与对青春期中后期的青少年有主要持续性偏好的恋青少年的定义混淆；即便在长期与性犯罪者打交道的专业人士中，恋少年这个名词也没有被广泛应用。结论是，“很少有人会将对青春期后期或青春期中期青少年的性兴趣当作心理学病态来标记，因而恋少年混在恋青少年中一起被人忽略掉了。”